# Waldemar Christiansen
Waldemar Christiansen (* 3. Oktober 1920 in Hamburg; † 6. Juli 1997) war ein deutscher Politiker (FDP).
Nach einer Banklehre war Christiansen im Bankfach tätig und brachte es bis zum Bankdirektor und Vorstandsmitglied der Hamburg-Afrika-Bank.
Er schloss sich nach dem Zweiten Weltkrieg der FDP an. Ab 1956 war er Mitglied im Vorstand der Hamburger FDP und in den 1970er Jahren deren Landesschatzmeister.
Christiansen wurde 1953 als FDP-Mitglied auf der Liste des Hamburg-Blocks in die Bezirksversammlung Eimsbüttel gewählt, legte sein Mandat aber bereits 1955 nieder. Von 1961 bis 1970 gehörte er erstmals der Hamburgischen Bürgerschaft an. Bei der Bürgerschaftswahl 1970 wurde er zunächst nicht wieder in das Parlament gewählt. Durch die Einfügung des Artikels 38a (heute Artikel 39) der Hamburger Verfassung, der das Ruhen des Bürgerschaftsmandats von Senatoren vorschreibt, kam er am 19. Februar 1971 als nächstberufener Bewerber in die Bürgerschaft zurück, in die er am 23. Oktober 1971 für den verstorbenen Abgeordneten Heinz H. R. Wichmann fest nachrückte. Mit dem Scheitern der FDP an der Fünf-Prozent-Hürde bei der Bürgerschaftswahl 1978 schied Christiansen dann endgültig aus dem Hamburger Landesparlament aus.
Für seine Verdienste wurde Christiansen 1995 zum Ehrenmitglied der FDP ernannt.